# Saison 2 de Championnes à tout prix
Chronologie
Saison 1 Saison 3
Cet article présente le guide des épisodes de la deuxième saison de la série télévisée Championnes à tout prix (Make It or Break It).

## Distribution
- Ayla Kell : Payson Keeler
- Josie Loren : Kaylie Cruz
- Cassie Scerbo : Lauren Tanner
- Chelsea Hobbs : Emily Kmetko
- Susan Ward : Chloe Kmetko
- Candace Cameron Bure : Summer Van Horn
- Peri Gilpin : Kim Keeler
- Rosa Blasi  : Ronnie Cruz
- Johnny Pacar : Damon Young
- Neil Jackson : Sasha Belov
- Anthony Starke : Steve Tanner
- Jason Manuel Olazabal  : Alex Cruz
- Zane Holtz : Austin Tucker
- Brett Cullen  : Mark Keeler

## Épisodes

### Épisode 1:Ennemies intimes
- États-Unis : 28 juin 2010
- France : 10 avril 2011 sur Orange Cinéhappy
- Québec : 20 mars 2012 sur VRAK.TV[1]

- États-Unis : 1,83 million de téléspectateurs (première diffusion)

Les sélections en vue d’une compétition en France approchent. Les filles espèrent y participer. Payson est déterminée à retrouver son entrain d’avant afin de pouvoir participer à la compétition en Allemagne.

### Épisode 2:Tout ou rien
- États-Unis : 5 juillet 2010
- France : 11 juillet 2011
- Québec : 27 mars 2012

- États-Unis : 1,72 million de téléspectateurs (première diffusion)

### Épisode 3:La Guerre des agrès
- États-Unis : 13 juillet 2010
- France :
- Québec : 3 avril 2012

- États-Unis : 1,56 million de téléspectateurs (première diffusion)

### Épisode 4:Le Prix de la popularité
- États-Unis : 20 juillet 2010
- France :
- Québec : 10 avril 2012

- États-Unis : 1,46 million de téléspectateurs (première diffusion)

### Épisode 5:Le Vol du cygne
- États-Unis : 27 juillet 2010
- France :
- Québec : 17 avril 2012

- États-Unis : 1,66 million de téléspectateurs (première diffusion)

### Épisode 6:Perte de contrôle
- États-Unis : 3 août 2010
- France : 24 juin 2012
- Québec : 24 avril 2012

- États-Unis : 1,75 million de téléspectateurs (première diffusion)

### Épisode 7:Luttes d'influence
- États-Unis : 10 août 2010
- France : 24 juin 2012
- Québec : 1er mai 2012

- États-Unis : 1,56 million de téléspectateurs (première diffusion)

### Épisode 8:Le Niveau le plus bas
- États-Unis : 17 août 2010
- France :
- Québec : 8 mai 2012

- États-Unis : 1,3 million de téléspectateurs (première diffusion)

### Épisode 9:Si seulement...
- États-Unis : 24 août 2010
- France : 8 août 2012
- Québec : 15 mai 2012

- États-Unis : 1,42 million de téléspectateurs (première diffusion)

### Épisode 10:Dernière Ligne droite
- États-Unis : 31 août 2010
- France :
- Québec : 22 mai 2012[2]

- États-Unis : 1,44 million de téléspectateurs (première diffusion)

### Épisode 11:Sous surveillance
- États-Unis : 28 mars 2011
- France :
- Québec :

- États-Unis : 2,06 millions de téléspectateurs (première diffusion)

### Épisode 12:Être libre
- États-Unis : 4 avril 2011
- France :
- Québec : 5 avril 2014

- États-Unis : 1,69 million de téléspectateurs (première diffusion)

### Épisode 13:Solidarité entre amis
- États-Unis : 11 avril 2011
- France :
- Québec :

- États-Unis : 1,64 million de téléspectateurs (première diffusion)

### Épisode 14:Le Choix de vivre
- États-Unis : 18 avril 2011
- France :
- Québec :

- États-Unis : 1,58 million de téléspectateurs (première diffusion)

### Épisode 15:Voyage de cœur
- États-Unis : 25 avril 2011
- France :
- Québec :

- États-Unis : 1,64 million de téléspectateurs (première diffusion)

### Épisode 16:Requiem pour un rêve
- États-Unis : 2 mai 2011
- France :
- Québec :

- États-Unis : 1,65 million de téléspectateurs (première diffusion)

### Épisode 17:Reste fidèle à toi-même
- États-Unis : 9 mai 2011
- France : 27 octobre 2012
- Québec :

- États-Unis : 1,51 million de téléspectateurs (première diffusion)

### Épisode 18:Chacun pour soi
- États-Unis : 16 mai 2011
- France : 28 octobre 2012
- Québec :

- États-Unis : 1,64 million de téléspectateurs (première diffusion)

### Épisode 19:Le Dessous des cartes
- États-Unis : 23 mai 2011
- France :
- Québec :

- États-Unis : 1,49 million de téléspectateurs (première diffusion)

### Épisode 20:Le Grand Jour
- États-Unis : 23 mai 2011
- France :
- Québec :

- États-Unis : 1,49 million de téléspectateurs (première diffusion)